# AS Aigle Royal Menoua
Der Association Sportive Aigle Royal de la Menoua, auch einfach nur AS Aigle Royal Menoua, ist ein 1932 gegründeter kamerunischer Fußballverein aus Dschang. Aktuell spielt der Verein in der ersten Liga, der MTN Elite one.

## Erfolge
- Kamerunischer Fußballpokal: 2008 (Finalist)
- Kamerunischer Zweitligavizemeister: 2022  ▲

## Stadion
Der Verein trägt seine Heimspiele im Stade Municipal de Bafoussam in Bafoussam aus. Das Stadion hat ein Fassungsvermögen von 5000 Personen.